# Geetgawai
Le geetgawai, ou geet gawai, est une cérémonie précédant le mariage, pratiquée par les communautés bhojpuriphone d’origine indienne de Maurice. Elle se compose de prières, de rituels, de chants, de musiques et de danses. Il est inscrit, depuis 2016, sur la liste représentative du patrimoine culturel immatériel de l'humanité. 

## Pratique
Cette cérémonie a lieu chez le futur marié ou la future mariée et est traditionnellement pratiquée par des femmes (de nos jours, elle peut avoir lieu en public et engager des hommes). Cinq femmes mariées mettent du curcuma, du riz, de l'herbe et de l'argent dans du tissu. Autour d'elles, les femmes chantent en l'honneur des divinités hindoues. Ensuite, la mère du futur marié ou de la future mariée ainsi qu'un ou une percussionniste honorent les instruments de musique utilisés pendant la cérémonie. Il s'agit du tambourin, du chimta (en) (clochettes), du lotha (en), du dholak (tambour). Après, les participantes chantent puis dansent. 

## Mesures de préservation
La transmission du geetgawai est plus ou moins formelle : elle peut avoir lieu en famille, dans des centres, des académies et des écoles. En 2013, la première d'entre elles ouvre, en 2018, à l'occasion du cinquantenaire de l'indépendance de Maurice, cinquante écoles ont été ouvertes (dont vingt-cinq nouvelles). Certaines sont situées en ville. 
Un film sur cette pratique, Geet Gawai A Cultural Legacy, est lancé en 2021. 
Cette pratique intègre la liste représentative du patrimoine culturel immatériel de l'humanité en 2016. L'UNESCO, dans sa description officielle, considère que le geetgawai est l'expression d'une identité et d'une mémoire collective culturelle et « renforce la cohésion sociale, en abolissant le système de classes et de castes ».